# Marine-Observatorium
Als Marine-Observatorium wird eine wissenschaftliche Institution bezeichnet, deren Hauptaufgabe die für Marine und zivile Schifffahrt wichtigen Beobachtungen im Bereich Meteorologie, Erdmagnetismus und Gezeiten sind. Meist ist auch eine Sternwarte angegliedert. Manche dieser Observatorien befassen sich auch mit nautischen Wetterprognosen und Sturmwarnungen, mit astronomischem Zeitdienst, nautischen Kalendern und mit der Seismologie.
Bedeutende Observatorien sind und waren unter anderem:
- das United States Naval Observatory
- das Royal Greenwich Observatory
- die Marinesternwarte Paris
- die Deutsche Seewarte in Hamburg (heute Bundesamt für Seeschifffahrt und Hydrographie)
- die Marine-Sternwarte Pola
- die Marinesternwarten in Venedig und Genua
- das Observatorio de la Armada in San Fernando
- die ehemalige Meteorologisch-Astronomische Station in Qingdao

Die vermutlich erste nautische Sternwarte entstand schon um 1450 an der portugiesischen Algarve-Küste bei Lagos. Sie war eine Initiative des Prinzen Heinrich der Seefahrer. Er wollte damit nicht nur die Navigation und benachbarte Wissenschaften fördern, sondern auch den portugiesischen Handel mit Westafrika. 